# Ясени (пісня)
Ясени — відома українська пісня написана у 1963 році, слова Михайла Ткача, музика Олександра Білаша.

## Текст пісні
| Ясени, ясени, Бачу вас за селом край дороги, Бачу вас у красі, Коли світиться ранок в росі. Ви приходите в сни, Як дитинство моє босоноге, Ви приходите в сни, Кучеряві мої ясени. Ясени, ясени, Наді мною шумлять ваші крони, І,неначе літа, Жовте листя за вітром зліта. Перший сніг сивини Я приніс, як тривогу, на скронях, Перший сніг сивини Впав на скроні мої, ясени. Ясени, ясени, За селом прокричали лелеки І холодний, як лід, Залишили на обрії слід, Їм шукати весни І летіти далеко-далеко, Їм шукати весни І вертатись до вас, ясени. Ясени, ясени, Бачу вас за селом край дороги, Вам вклоняюсь до ніг, Як вертаю з далеких доріг. Ви приходите в сни, Як дитинство моє босоноге, Ви приходите в сни, Кучеряві мої ясени. Ясени, ясени, Ви приходите в сни... |

## Виконання та виконавці пісні
- Микола Кондратюк[1]
- Василь Зінкевич[2]
- Дмитро Гнатюк[3]
- Олександр Таранець[4]
- Микола Довгальов[5]
- Левко Корженевський[6]
- Ігор Гаврилюк[6]
- Гурт «Мотор'ролла»[7]
- Гурт «Рутенія»[8]
- Наталка Самсонова[9]
- Євген Дятлов[10]
- Леонід Мельниченко[11]
- Руслан Кадиров[12]
- Вокальний дуєт «Ясени»[13]